# Arrondissement di Saint-Paul
L'arrondissement di Saint-Paul è un arrondissement dipartimentale della Francia situato nel dipartimento d'oltremare della Riunione.

## Composizione
L'arrondissement comprende 5 comuni in 11 cantoni:
Cantoni
- Canton du Port-1
- Canton du Port-2
- Canton de La Possession
- Cantone di Saint-Leu-1
- Cantone di Saint-Leu-2
- Cantone di Saint-Paul-1
- Cantone di Saint-Paul-2
- Cantone di Saint-Paul-3
- Cantone di Saint-Paul-4
- Cantone di Saint-Paul-5
- Cantone di Trois-Bassins

Comuni
1. Le Port
2. La Possession
3. Saint-Leu
4. Saint-Paul
5. Trois-Bassins